# Карпова, Юлия Сергеевна
Юлия Сергеевна Карпова (род. 16 января 1984, Москва) — российская хоккеистка, защитник. Мастер спорта России. Тренер высшей категории.

## Биография
Дед Николай Карпов (1929—2013) и отец Сергей Карпов (1959—1997) были хоккеистами. В 1988—1994 годах жила в Финляндии. Воспитанница московского «Спартака», первый тренер Александр Альбертович Лейкин.
Играла за команды чемпионат России «Спартак» Москва (1997—2000), СКИФ и СКИФ-2 Москва, «Динамо» Екатеринбург, «Агидель» Уфа, «Динамо» СПб.
Чемпион, серебряный и бронзовый призер чемпионата России. Серебряный призёр Кубка европейских чемпионов (2003).
С 2016 года — старший тренер «Динамо» Санкт-Петербург (2016, 2017 — 3 место в чемпионате России, 2019 — второе место). Главный тренер юниорской (до 18 лет) сборной Санкт-Петербурга (2019 — второе место в первенстве России). С сентября 2020 года — ведущий специалист по женскому хоккею в Нововоронеже.
Дочь Александра также занимается хоккеем.